# Grönvattutjärnen, Lappland
Grönvattutjärnen är en sjö i Jokkmokks kommun i Lappland och ingår i Luleälvens huvudavrinningsområde.